# Club Natació Palma
El Club Natació Palma és un club de natació ubicat a la ciutat de Palma (Mallorca).

## Història
El Club Natació Palma es va fundar el 1939 quan un grup d'amics Rafael Recio i José Luís Pinya, - després aquests dos serien els primers presidents del club- al costat de Coarana, Barbarà, Covas, Minguell, Llabrés, Guàrdia, Guiart i Ballester així ho decideixen. Algú va dibuixar en un paper una gavina que sostenia amb les seves potes les tres inicials de l'entitat esportiva CNP.
El diumenge 20 d'octubre de 1940 es va col·locar la primera pedra de la nova piscina de s'Aigo Dolça, que fou inaugurada l'any següent i que durant 30 anys va ser tot un referent.
El 1971, president José Luís Riera Cavaller, es construeixen les emblemàtiques instal·lacions de Son Hugo i Palma comptà amb la primera piscina coberta. En ella tenen lloc nombroses competicions nacionals i internacionals. El Club Natació Palma va viure un dels moments més dolços de la seva història que van fer nedadors de la talla de Berto Roldán, Rafael Escalas i Antònia Real. L'any 1986 la instal·lació de Son Hugo tanca les portes deixant als nedadors del club sense lloc on entrenar.
Un grup de persones format per pares i mares de nedadors, animats per un extraordinari esperit de defensa de l'esport decideixen continuar amb el "projecte" i es traslladen a entrenar a les instal·lacions municipals de Son Moix. D'aquesta manera, el gener de 1988 el "nou" Club Natació Palma es refunda. L'any 1991 se signa un conveni d'explotació de la Piscina de l'Escola Annexa per als mesos d'estiu entre Ministeri d'Educació, Ajuntament i el club. El 1993 se signa un nou conveni de cessió per 80 anys i el club escomet les obres de millora de la piscina i es cobreix aquesta, podent-se utilitzar tots els mesos de l'any. El 1995 s'inaugura la nova piscina del club amb el nom d'"Antònia Real".

## Esportistes Olímpics
- Antònia Real Horrach 1976
- Rafel Escalas Bestard 1980
- Roser Vives 2004
- Maria Fuster Martínez 2008
- Melanie Costa 2008
- Joan Lluís Pons Ramon 2016

## Campions d'Espanya absoluts
- Carmen Guardia[3]
- Antonia Real[4]
- Rafael Escalas
- Eduardo Planas
- Pilar Mañes
- Rosa Costa
- Joaquín Herrero
- Ricardo Valdivia
- Federico Planas
- Elsa Gracia
- Daniel Vidal
- Fernando Gómez-Reino
- Roser Vives
- Francisco Cueto
- Mar Brunet
- Tatiana Rouba
- Maria Fuster
- Juan Luís Rodríguez
- Miguel Payeras
- Melanie Costa
- Victor Goicoechea
- Sonia Wiechec
- Catalina Corró
- Joan Lluís Pons Ramon